# Philibert Milliet (archevêque de Turin)
Pour les articles homonymes, voir Philibert Milliet.
Philibert Milliet, dit communément Philibert François Milliet de Faverges, né le 5 avril 1561 à Chambéry et mort probablement le 4 septembre 1625 à Turin, est un prélat savoyard du XVIIe siècle, évêque de Maurienne puis archevêque de Turin, issu de la famille Milliet.

## Biographie

### Famille
Philibert Milliet — on trouve également la forme Philibert François Milliet de Faverges — naît le 5 avril 1561 à Chambéry et baptisé le 15 novembre,. Il est le fils de Louis Milliet (1527-1599), baron de Faverges et de Challes, et de Françoise Bay, épousée le 15 février 1556. Son père est un bourgeois anobli, jurisconsulte, président du Sénat de Savoie (1571) et Grand chancelier du duché (1580). Son parrain est noble Louis de Pingon et sa marraine est Jeanne Alardet, épouse de Catherin Pobel, premier président du Sénat de Savoie.
Parmi ses frères et sœurs, on distingue :
- François Amédée (1559-1631), comte de Faverges, chevalier grand croix et chancelier de l'ordre des Saints-Maurice-et-Lazare, conseiller d'État et premier référendaire de Charles-Emmanuel Ier de Savoie, commandeur de Lémenc.
- Hector (1568-1642), baron de Challes et d'Arvillars, Premier président de la Chambre des Comptes de Savoie, premier président au Souverain Sénat de Savoie, ambassadeur.

### Carrière ecclésiastique
Il est diplômé docteur en droit canon de la Faculté de la Sapience de Rome par lettres patentes du 5 avril 1583. Il nommé  recteur de la chapelle de Saint-André "in Portugatio Regionis Montium de Urbe". Puis le pape Grégoire XIII l'institue prieur commendataire de Saint-Pierre-de-Lémenc à Chambéry, rendu vacant par la mort de son oncle, François de Lambert, évêque de Nice, par bulle donnée la veille des kalendes de septembre 1583.
L'abbé Milliet de Faverges devient doyen de Viry. Il est nommé, en 1593, ensuite par le duc Charles-Emmanuel Ier de Savoie, abbé commendataire de l’abbaye cistercienne d’Aulps, en même temps que son conseiller, puis chancelier de l'ordre suprême de la Très Sainte Annonciade.
Il arrive dans l'évêché de Saint-Jean-de-Maurienne en 1590,. Il est nommé coadjuteur de son oncle, Pierre de Lambert, évêque de Maurienne, sous le nom d'évêque d'Hierapolis, par le pape Sixte-Quint, par bulle de la veille des nones d'avril 1590. Il lui succède à la tête de l'évêché, le 6 mai 1591. Le duc le nomme, le 29 janvier 1593, Conseiller d'État. En 1597, la vallée de la Maurienne est occupée par les troupes françaises, menées par Lesdiguières. La ville de Saint-Jean est occupée et Philibert s'est réfugié dans la capitale ducale, Turin. Envoyé en Espagne par le duc Charles-Emmanuel Ier, il reprend possession de son évêché en 1598 avant de le fuir de nouveau, à la suite d'une nouvelle occupation du duché de Savoie en 1600.
En 1607, il devient chancelier de l'Ordre de Savoie,.
Son action reste cependant importante. Il s'attache à la réforme des abus, enchaîne les visites dans la vallée ou entreprend l'aménagement dans les églises. Il fait appliquer les décrets issus du Concile de Trente. Il fait appliquer également le catéchisme qu'il a mis en place pour la vallée. En 1614, il fait restaurer le palais épiscopal de Saint-Jean-de-Maurienne.
Il résigne son évêché en 1618 et devient archevêque de Turin jusqu'à sa mort.
Philibert François Milliet meurt le 17 novembre 1624 (selon catholic-hierarchy.org) ou plus probablement le 4 septembre 1625, à Turin (selon Angley/Treccani),. Son corps est inhumé dans l'église des Jésuites de Turin (Piémont).

## Armoiries épiscopales

Les armes de la famille Milliet.

Les armes du prélat se blasonnent ainsi : d'azur au chevron d'or, chargé d'un chevron de gueules, accompagné de trois « étoiles du second ».

## Ouvrages publiés
- Discours sur la mort tragique d'Henri IV, Turin, 1610.
- Éloge de Saint Ignace de Loyola, Turin, 1610.